# Бельгия на «Детском Евровидении — 2004»
Бельгия участвовала в «Детском Евровидении — 2004», проходившем в Лиллехаммере, Норвегия, 20 ноября 2004 года. На конкурсе страну представила группа Free Spirits с песней «Accorche-toi», выступившая семнадцатой. Они заняли десятое место, набрав 37 баллов.

## Национальный отбор
Национальный отбор состоял из трёх шоу: двух полуфиналов и финала. Финалисты и победитель финала были выбраны комбинацией голосов от жюри и телеголосования.

### Первый полуфинал
Первый полуфинал состоялся 10 сентября 2004 года. 5 участников приняло участие и трое из них прошли в финал. Бесс, победительница этого полуфинала, позднее была дисквалифицирована с отбора по обвинению в плагиате.
| Первый полуфинал — 10 сентября 2004 | Первый полуфинал — 10 сентября 2004 | Первый полуфинал — 10 сентября 2004 | Первый полуфинал — 10 сентября 2004 | Первый полуфинал — 10 сентября 2004 |
| №                                   | Артист                              | Песня                               | Место                               | Баллы                               |
| ----------------------------------- | ----------------------------------- | ----------------------------------- | ----------------------------------- | ----------------------------------- |
| 01                                  | B-Cocktail                          | «L'âge d'aimer»                     | 5                                   | 33                                  |
| 02                                  | Кевин Ремакл                        | «J'ai envie»                        | 4                                   | 37                                  |
| 03                                  | Hotvibes                            | «Ma vraie identité»                 | 3                                   | 41                                  |
| 04                                  | Бесс                                | «Laissez-les vivre»                 | 1                                   | 45                                  |
| 05                                  | Free Spirits                        | «Accroche-toi»                      | 2                                   | 44                                  |

### Второй полуфинал
Второй полуфинал состоялся 17 сентября 2004 года. 5 участников приняло участие и четверо из них прошли в финал.
| Второй полуфинал — 17 сентября 2004 | Второй полуфинал — 17 сентября 2004 | Второй полуфинал — 17 сентября 2004 | Второй полуфинал — 17 сентября 2004 | Второй полуфинал — 17 сентября 2004 |
| №                                   | Артист                              | Песня                               | Место                               | Баллы                               |
| ----------------------------------- | ----------------------------------- | ----------------------------------- | ----------------------------------- | ----------------------------------- |
| 01                                  | Mary-Lo                             | «Laissez-moi rêver»                 | 1                                   | 47                                  |
| 02                                  | Methiola                            | «S'amuser»                          | 2                                   | 43                                  |
| 03                                  | Манон Делавю                        | «Mais la vie»                       | 3                                   | 40                                  |
| 04                                  | Александр Шёнфельдер                | «Ecoute-moi»                        | 4                                   | 38                                  |
| 05                                  | Джули                               | «Ma chance»                         | 5                                   | 32                                  |

### Финал
Финал состоялся 26 сентября 2004 года. 7 участников приняло участие.
| Финал — 26 сентября 2004 | Финал — 26 сентября 2004 | Финал — 26 сентября 2004 | Финал — 26 сентября 2004 | Финал — 26 сентября 2004 |
| №                        | Артист                   | Песня                    | Место                    | Баллы                    |
| ------------------------ | ------------------------ | ------------------------ | ------------------------ | ------------------------ |
| 01                       | Free Spirits             | «Accorche-toi»           | 1                        | 56                       |
| 02                       | Hotvibes                 | «Ma vraie identité»      | 4                        | 47                       |
| 03                       | Кевин Ремакл             | «J'ai envie»             | 7                        | 30                       |
| 04                       | Mary-Lo                  | «Laissez-moi rêver»      | 3                        | 50                       |
| 05                       | Methiola                 | «S'amuser»               | 2                        | 52                       |
| 06                       | Манон Делавю             | «Mais la vie»            | 5                        | 45                       |
| 07                       | Александр Шёнфельдер     | «Ecoute-moi»             | 6                        | 35                       |

## На «Детском Евровидении»
Финал конкурса для голландскоговорящей аудитории транслировал телеканал VRT TV1, комментатором которого были Ильзе Ван Хёке и Марсель Вантхильт, а для франкоговорящей аудитории — телеканал RTBF La Deux, комментатором которого был Жан-Луи Лахай. Результаты голосования от Бельгии объявлял Александр Шёнфельдер. Free Spirits выступили под семнадцатым номером перед Румынией и после Швеции, и заняли десятое место, набрав 37 баллов.

## Голосование[7]
| Баллы     | Страна                                          |
| --------- | ----------------------------------------------- |
| 12 баллов |                                                 |
| 10 баллов |                                                 |
| 8 баллов  |                                                 |
| 7 баллов  | Франция                                         |
| 6 баллов  |                                                 |
| 5 баллов  |                                                 |
| 4 балла   | Испания Нидерланды Северная Македония Швейцария |
| 3 балла   | Греция                                          |
| 2 балла   | Белоруссия Кипр Польша Хорватия Швеция          |
| 1 балл    | Великобритания                                  |

| Баллы     | Страна             |
| --------- | ------------------ |
| 12 баллов | Испания            |
| 10 баллов | Великобритания     |
| 8 баллов  | Франция            |
| 7 баллов  | Нидерланды         |
| 6 баллов  | Хорватия           |
| 5 баллов  | Румыния            |
| 4 балла   | Дания              |
| 3 балла   | Северная Македония |
| 2 балла   | Греция             |
| 1 балл    | Кипр               |